# بروشسكي
لسان بُرُوشَسْكِي لغة معزولة عن مجموعتي اللغات التي تحيطها: اللغات الهندية الآرية واللغات التبتية. يتكلمها شعب بروشو (جمع مفرده "بروشين") في كور كثيرة، أهمها كورة هنزه (اردو: ہنزہ) في جبال قراقرم.

## حروف
في القدم، كما بأي لغة، لم تكن كتابة اللغة البروشسكية متداولة، بل طغى الاستعمال السماعي عليها. أما حديثا، فإن الأبجدية الأردوية هي المستعملة؛ على الرغم من عدم توفر تنظيم كتابة موحد، وفي الحين الذي قدم فيه بعض اللغويين اقتراحات من أجل تحديد بعض الحروف الجديدة لتدوين اللغة البروشسكية، إلا أنه صار من الجائر استخدام الأبجدية البروشسكية على النحو الذين قدمه عرفان قادر بيك، محمد شريف وأمان الله خان عام 2007.